# Zespół wspinaczkowy
Zespół wspinaczkowy – partnerzy, wspólnie uczestniczący we wspinaniu na drodze wspinaczkowej. Najczęściej dwuosobowy. Ze względu na realizowane zadania, członków zespołu określamy następująco:
- pierwszy (prowadzący) – prowadzi drogę lub jej wyciąg, instalując przeloty i wpinając do nich linę,

- drugi – jest to osoba, która najpierw pełni rolę asekurującego, a następnie, z asekuracją od góry, sama przechodzi wyciąg "na drugiego", demontując przy tym osadzone przeloty.

Podczas pokonywania drogi wielowyciągowej, role partnerów mogą pozostawać ustalone (cała droga jest prowadzona przez tego samego wspinacza), bądź też partnerzy mogą zamieniać się rolami. Jeśli zmieniają się po każdym wyciągu, mówimy o prowadzeniu wahadłowym.